# KRuler
KRuler は KDE 向けのスクリーン定規であり、スクリーン上の距離を測るのに使われる。

## 機能
マウスでドラッグして測りたいものの近くへ KRuler を移動させて、距離を測る。KRuler 上にマウスのカーソルを移動させると、カーソルは長い矢印になり、目盛0の位置からカーソルの位置までの距離が KRuler 上に表示される。同時に、カーソルの端についている丸の中にあるスクリーン上の色が HTML カラー名で表示される。
KRuler を右クリックすると表示されるコンテキストメニューから、定規の方向、長さや色を変えることができる。方向は「東」、「西」、「南」と「北」の四種類から選ぶことができ、長さは「短」、「中」、「長」と「フルスクリーンの幅」または「フルスクリーンの高さ」が用意されている。また、目盛りに使われる文字のフォントを変更する事もできる。